# Аризема парвская
Аризе́ма парвская (лат. Arisaema parvum) — многолетнее клубневое травянистое растение, вид рода Аризема (Arisaema) семейства Ароидные (Araceae).

## Ботаническое описание
Раздельнополые растения.
Клубень шаровидный, 1,2—1,8 см в диаметре.

### Листья
Катафиллы 3—4,5 см длиной, острые на вершине.
Лист один. Черешок зелёный, 6—18 см длиной, гладкий, в основании формирующий ложный стебель. Листовая пластинка состоит из трёх листочков; листочки овальные или обратноседцевидные, 1,8—5,5 см длиной и 2—6 см шириной, в основании клиновидные, обычно с красными краями, на вершине усечённые или вогнутые, с коротким остриём; боковые листочки косоовальные, 3—8 см длиной и 3—7 см шириной, заострённые.

### Соцветия и цветки
Цветоножка зелёная, короче черешков, 5—12 см длиной, гладкая. Трубка покрывала тёмно-пурпуровая или тёмно-карминная у основания и далее зеленоватая с белыми полосками, цилиндрическая, 1,5—3,5 см длиной и 1,3—1,5 см в диаметре, косоусечённая, не загнутая у горловины; пластинка зеленоватая, широколанцетовидная, 3—6 см длиной и около 3,5 см шириной, на вершине от острой до заострённой.
Початок однополый. Мужская зона около 6 мм длиной; синандрий на ножке; пыльников обычно два, жёлтые, вскрываются разрезом формы подковы. Придаток короче покрывала, 5—6 см длиной, тонкий, в основании круто расширенный в диск, на ножке, на вершине загнутый.
Цветёт в мае — июне.

## Распространение
Встречается от Тибета до Центрального и Южного Китая.
Растёт на альпийских лугах, лесных полянах, на высоте от 3000 до 3600 м над уровнем моря.